# 資生堂・プラウディア
プラウディア (Proudia) は、化粧品メーカー最大手の資生堂がかつて展開したブランドである。

## 概要
プラウディアは、英語のPROUD（誇りをもった〜の意味）に、女性としての人格を感じさせる言葉を組み合わせた造語として、コピーライターの眞木準により企画された。「Be Proud!〜肌を美しく粧ったとき、女性としての自信と誇りが生まれる〜」というコンセプトのもとに生まれた。肌が美しくなることが、なにより自分を高める第一歩であるとして、女性なら誰もが持っている肌への深い想いに応えられる、ベースメーキャップブランドとして誕生する。
2005年には、メガブランド構想によって新設されたMAQuillAGE（マキアージュ）にPN（ピエヌ）と共に統合され、消滅した。

### イメージ曲
オリジナルのイメージ曲が使用された。楽器やテンポやリズムをアレンジして何度も使用された。内田有紀、木村佳乃、広末涼子がCMの中でハミングした。
2000年から2004年までは別の曲に変えられたが、2005年には春夏キャンペーンで復活した。しかし、プラウディアのブランド自体が翌シーズンから廃止されて流れることはなくなった。CDは発売されていない。

### ナレーション
1990年代のTVCMにはナレーションが付いていた。ナレーターは篠井英介、梅垣義明が担当。

### 今井美樹・上原多香子の存在
発売当初は今井美樹のキャラクターイメージが大きかった。1999年に広末涼子を起用するが、広末の早稲田大学不登校問題が浮き彫りになり、それまでの透明感や清純派を売りにしていた“広末ブランド”は陰りをみせ、資生堂の目論見が外れてしまった。また、この年はカネボウが当時大人気だった藤原紀香を起用して商品を次々とヒットさせたこともあり、資生堂は競合他社に惨敗した。2000年にイメージキャラクターを葉月里緒奈を起用したが、盛り返せなかった。
2001年に上原多香子を初起用。同時にかつてのユーザーを再度取り込むために今井を再起用する。イメージ曲も復活させた。その後の数年間は上原がメインイメージキャラクターを務めた。起用された当時の上原はSPEED解散1年後のソロ活動であった。今井と上原は前年に資生堂との契約はしていないので、大抜擢だった。

## 歴代イメージキャラクター

### 年数 / 季節 / モデル / コピー
- 1997年 / 春夏 / 今井美樹 / ワンモア ビジン
- 1997年 / 秋冬 / 内田也哉子、松本孝美 / ワンモア ビジン
- 1998年 / 春夏 / 内田有紀、木村佳乃 / くっきりと、夏顔
- 1998年 / 秋冬 / 内田有紀、木村佳乃 / 肌の透明度が変わる、ファンデーションで変わる。
- 1999年 / 春夏 / 広末涼子、木村佳乃 / 涼顔
- 1999年 / 秋冬 / 広末涼子、伊達公子 / 肌の奥まで、透明感
- 2000年 / 春夏 / 葉月里緒奈、江角マキコ / うぶ肌
- 2000年 / 秋冬 / 葉月里緒奈、りょう / イッツ ビジンモード
- 2001年 / 春夏 / 今井美樹、上原多香子 / 光組、初上演
- 2001年 / 秋冬 / 仲間由紀恵、上原多香子 / 肌から、トップモード
- 2002年 / 春夏 上原多香子、ビビアン・スー、りょう / 高温多湿、どこ吹く風
- 2002年 / 秋冬 / 上原多香子 / 接近してる?
- 2003年 / 春夏 / 上原多香子 / 肌ざわり。胸さわぎ。
- 2003年 / 秋冬 / 上原多香子 / 吸いつく。吸いよせる。
- 2004年 / 春夏 / 田中麗奈 / 顔、変えてみる?
- 2004年 / 春夏 / 上原多香子 / 夏、変えてみる?
- 2004年 / 秋冬 / 田中麗奈 / ミチル女。
- 2004年 / 秋冬 / 上原多香子 / キメル女。
- 2005年 / 春夏 / 竹内結子 / 美人って、肌。